# Crotalaria qiubeiensis
Crotalaria qiubeiensis là một loài thực vật có hoa trong họ Đậu. Loài này được C.Y. Yang miêu tả khoa học đầu tiên năm 1980.